# Escala de ansiedade de Beck
A escala de ansiedade de Beck ou inventário de ansiedade de Beck (BAI), criada pelo Dr. Aaron Beck é um questionário de auto-relato com vinte e uma questões de múltipla escolha, utilizada para medir a severidade da ansiedade de um indivíduo.

## BAI
A BAI consiste em vinte e uma questões sobre como o indivíduo tem se sentido na última semana, expressas em sintomas comuns de ansiedade (como sudorese e sentimentos de angústia). Cada questão apresenta quatro possíveis respostas, e a que se assemelha mais com o estado mental do indivíduo deve ser sinalizada. As possíveis respostas são:
- Não
- Levemente: não me incomodou muito
- Moderadamente: foi desagradável, mas pude suportar
- Severamente: quase não suportei

A BAI pode ter um resultado máximo de 63 e as categorias são:
- 0-10: grau mínimo de ansiedade
- 11-19: ansiedade leve
- 20-30 ansiedade moderada
- 31-63 ansiedade severa

A validação portuguesa mostrou que a escala apresenta boas características psicométricas.

## Utilidade clínica
Evidência científica sugere que a escala é melhor ao acessar sintomatologia do transtorno de pânico.
Ela tem sido utilizada em uma variedade de diferentes grupos de pacientes, incluindo adolescentes  e pacientes idosos.
Uma revisão da literatura de 1999 concluiu que a BAI é o terceiro instrumento de medida de ansiedade mais utilizado.